# مايلز فاينستاين
مايلز فاينستاين (بالإنجليزية: Miles Feinstein)‏ هو محامي أمريكي، ولد في 25 يونيو 1941 في كامدن في الولايات المتحدة.